# Oxyopes ashae
Oxyopes ashae là một loài nhện trong họ Oxyopidae.
Loài này thuộc chi Oxyopes. Oxyopes ashae được Pawan U. Gajbe miêu tả năm 1999.